# کپری سان
کَپری سان (به انگلیسی: Capri Sun) که در ایران با نام ساندیس شناخته می‌شود، یک نوع آب‌میوه است. این نام تجاری و نیز شکل ظاهری بسته‌بندی آن در پاکت دوی پک آلومینیومی، توسط شرکت آلمانی وایلد به ثبت رسیده است. این نام تجاری در ۱۹۵۲ ثبت و تولید این آبمیوه نیز از ۱۹۶۶ آغاز شده است و همچنان ادامه دارد.
فرآوری این فراورده پیش از انقلاب ۱۳۵۷ تحت لیسانس شرکت اصلی و با عنوان ساندیس در ایران آغاز شد و بعد انقلاب نیز با وجود بهم خوردن ارتباط با شرکت اصلی، تولید آن ادامه پیدا کرد. این نوشیدنی در بسته‌بندی‌های ۲۰۰ و ۲۸۰ سی‌سی عرضه می‌شود که در آن کنسانتره به نسبت‌های معین با آب و شکر آمیخته‌شده و اصطلاحاً آب میوهٔ بازسازی‌شده پس از پاستوریزه کردن است، بسته‌بندی می‌شود.